# Волконский, Фёдор Львович Орлёнок
Князь Фёдор Львович Волконский по прозванию Орлёнок (? — 1697/1698) — русский государственный и военный деятель, стольник, воевода и окольничий во времена правления Алексея Михайловича, Фёдора Алексеевича, правительницы Софьи Алексеевны, Ивана V и Петра I.
Рюрикович в XXI поколении, из 2-й ветви княжеского рода Волконских. Старший сын князя Льва Михайловича Волконского и княжны Елены Никитичны Пронской.

## Биография
В Боярской книге (1657) значится, что ему за литовские бои прошлых лет придано к поместному окладу 150 четвертей. Из жильцов пожалован в стольники (1657) с окладом 400 четвертей. За «Сапегин бой» дана придача к окладу 120 четей (1661). Имел поместный оклад 870 четвертей (1668). Дневал и ночевал при гробе царевича Алексея Алексеевича (05 февраля 1670). Послан к П. Шереметьеву с милостивым словом и выговором за переписку с С. Т. Разиным (июнь 1671). Воевода в Белгороде (1675), установлен новый оклад 1000 четей. Находился на воеводстве в Переяславле-Залесском (1676-1677). Состоял в товарищах у князя Михаила Алегуковича Черкасского, а потом был отпущен в отпуск (1678). Назначен в товарищи к князю И. А. Хованскому (17 июля 1679). В Полтаве в товарищах П. В. Шереметьева, для полтавского валового дела, потом у князя П. И. Хованского, сходный воевода в Новом Осколе, в сентябре велено вернуться в Москву (1680). Указано быть в Новгородском разряде в товарищах И. А. Хованского (17 октября 1680). Участвовал в подавлении бунтов во Мценске, Белёве и Болхове (1681). За киевскую службу получил придачу в 200 четвертей (1681). Подписал постановление Земского собора об отмене местничества (24 ноября 1682). Пожалован чином окольничего (27 ноября 1685). Вторично служил воеводой в Белгороде (1686), за «вечный мир» с польским королём получил придачу в 200 четвертей. Сопровождал Государя в село Преображенское (май 1689). Провожал иконы при церковной церемонии (27 марта 1692). Участвовал в Кожуховском сражении (23 сентября 1694). Воевода в Чернигове (1696).
Год смерти князя Фёдора Львовича неизвестен, во всяком случае († до 1705), когда он не был записан в числе 18 окольничих, которые тогда ещё были в живых. Похоронен в Пафнутьево-Боровском монастыре, в церкви Всех Святых.

## Семья и дети
Жена: Екатерина Ильинична Милославская — дочь боярина Ильи Даниловича Милославского (1595—1668).
Дети:
- Князь Пётр Фёдорович Волконский (? — 1708) — холост, погиб на войне и погребён в Пафнутьевом монастыре.
- Князь Никита Фёдорович Волконский (? — 1740).